# Astacus astacus
Astacus astacus, Tôm hùm đất châu Âu, là một loài tôm hùm đất ở châu Âu, và là một nguồn thực phẩm truyền thống. Giống như các loài tôm hùm đất khác, Astacus astacus chỉ giới hạn ở vùng nước ngọt, chỉ sinh sống trong các con suối, sông và hồ không bị ô nhiễm. Loài này được tìm thấy từ nước Pháp qua Trung Âu, đến bán đảo Balkan, và về phía bắc tận các khu vực British Isles, Scandinavia, và Đông Âu. Tôm đực có chiều dài đến 16 cm còn tôm cái dài đến 12 cm.

## Sinh thái
A. astacus là động vật sinh hoạt về đêm và ăn giun, côn trùng thủy sinh, động vật thân mềm, và cây cối, và dành cả ngày để nghỉ ngơi. Chúng trở nên trưởng thành về sinh dục sau ba đến bốn năm và một loạt các đợt lột xác. Mùa sinh sản là vào tháng 10 và tháng 11. Trứng được con cái mang theo, gắn vào yếm. Trứng được giữ ở đó cho đến tháng 5 sau, khi trứng nở và phân tán. Các loài săn mồi bắt loài tôm này (cả con nhỏ và con trưởng thành) là chồn nâu, cá chình, cá rô, cá chó, rái cá và chuột xạ hương.